# Заикин, Владимир Георгиевич
Владимир Георгиевич Заикин — российский учёный в области органической, аналитической, физической химии и спектральных методов исследования, доктор химических наук, профессор, главный научный сотрудник ИНХС РАН, главный редактор журнала «Масс-спектрометрия».

## Биография
Родился 12 ноября 1941 года в г. Мелеуз Башкирской АССР.
Окончил химический факультет МГУ (1965) и аспирантуру Института химии природных соединений АН СССР (ныне Институт биоорганической химии им. академиков М. М. Шемякина и Ю. А. Овчинникова РАН).
С 1969 по 1972 г. младший научный сотрудник Института геологии и разработки горючих ископаемых.
С 1 марта 1973 г. работает в Институте нефтехимического синтеза им. А. В. Топчиева АН СССР (ИНХС РАН): младший, старший научный сотрудник, с 1983 по 2017 г. заведующий лабораторией спектральных исследований.
C 2004 г. главный редактор журнала «Масс-спектрометрия», с 1995 г. исполнительный редактор международного журнала «European Journal of Mass Spectrometry».
Доктор химических наук, профессор, ученый в области органической, аналитической, физической химии и спектральных методов исследования, автор свыше 300 научных работ, обладатель 9 авторских свидетельств на изобретения.
Под его руководством подготовлено 7 кандидатов и один доктор наук (Микая Анзор Иванович).
Награждён медалью ордена «За заслуги перед отечеством» II степени (2005).

## Из библиографии
Монографии, учебные пособия:
- Заикин В. Г., Микая А. И., Вдовин В. М. Масс-спектрометрия малых циклов (C, Si, Ge). М.: Наука, 1983.
- Вульфсон Н. С., Заикин В. Г., Микая А. И. Масс-спектрометрия органических соединений, М: Химия, 1986.
- Заикин В. Г., Микая А. И. Химические методы в масс-спектрометрии органических соединений, М: Наука, 1987.
- Заикин В. Г., Варламов А. В., Микая А. И., Простаков Н. С. Основы масс-спектрометрии органических соединений. М.: МАИК «Наука / Интерпериодика», 2001.
- Заикин В. Г. Масс-спектрометрия синтетических полимеров, М: ВМСО, 2009.
- Zaikin V., Halket J. A Handbook of Derivatives for Mass Spectrometry, Chichester: IMPublications, 2009.
- Борисов Р. С., Заикин В. Г., Варламов А. В., Куликова Л. Н. Методы ионизации и разделения ионов в масс-спектрометрии. М.: РУДН, 2011, 62 c. ISBN 978-5-209-04114-6.
- Борисов Р. С., Заикин В. Г., Варламов А. В., Куликова Л. Н. Сборник задач по курсу «Основы масс-спектрометрии». М.: РУДН, 2011, 171 с. ISBN 978-5-209-04116-0.

Летописи науки
- История масс-спектрометрии в датах. / Заикин В. Г., Третьяков К. В. Москва: ВМСО, 2018. ISBN 978-5-600-02118-1, 200 с.